# Olivia Vivian
Olivia Vivian (Perth, 13 luglio 1989) è una ginnasta australiana.
Ha partecipato alle Olimpiadi di Pechino 2008, e ai mondiali di Melbourne 2005 e Aarhus 2006; nel 2014 ha fatto parte della squadra vincitrice della medaglia d'argento ai XX Giochi del Commonwealth.